# 潘波湖
53°32′02″N 14°18′52″E / 53.53389°N 14.31444°E
潘波湖（德語：Pampowsee），是德國的湖泊，位於該國東北部梅克倫堡-前波美拉尼亞州，由前波美拉尼亞-格賴夫斯瓦爾德縣負責管轄，長0.2公里、寬0.1公里，面積0.01平方公里，海拔高度13米。